# نتاليا ليسوفسكايا
نتاليا فينيديكتوفنا ليسوفسكايا (الروسية: Наталья Венедиктовна Лисовская) هي رامية جلة سابقة روسية سوفيتية ولدت في يوم 16 يوليو 1962 في أليغازي في جمهورية باشكورتوستان في روسيا في الاتحاد السوفيتي، ليسوفسكايا هي حاملة الرقم القياسي العالمي برمي الجلة ب22.63 وهو الرقم الذي حققته في 7 يونيو 1987 في موسكو، أبرز إنجازاتها كان فوزها بالميدالية الذهبية في دورة الألعاب الأولمبية الصيفية 1988 في سيئول في كوريا الجنوبية، كما فازت بالميدالية الذهبية في بطولة العالم لألعاب القوى 1987 في روما وبالميدالية الفضية في بطولة العالم لألعاب القوى 1991 في طوكيو. ليسوفسكايا هي زوجة البطل الأولمبي الروسي السوفيتي وحامل الرقم القياسي العالمي في رمي المطرقة يوري سيديخ وقد أنجبت منه إبنتها أليكسيا سيديخ رامية المطرقة الروسية في سنة 1993.

## روابط خارجية
- نتاليا ليسوفسكايا على موقع الاتحاد الدولي لألعاب القوى (الإنجليزية)
- نتاليا ليسوفسكايا على موقع أوليمبيديا (الإنجليزية)